# 伊戈尔·科纳申科夫

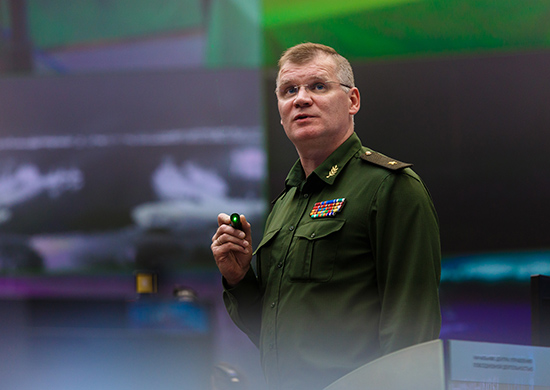
2015年的科纳申科夫

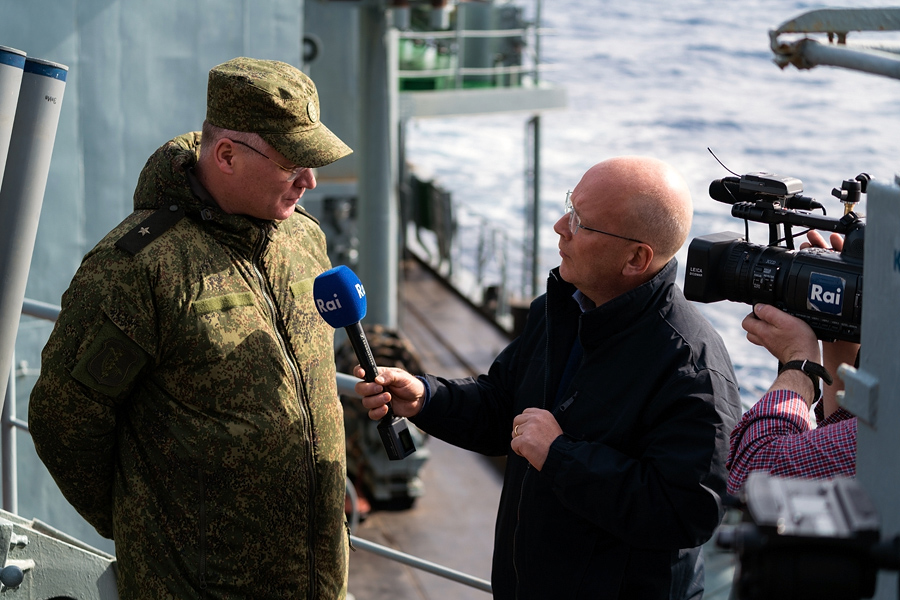
2016年1月，科纳申科夫在地中海俄罗斯海军的一艘軍艦上接受記者采访

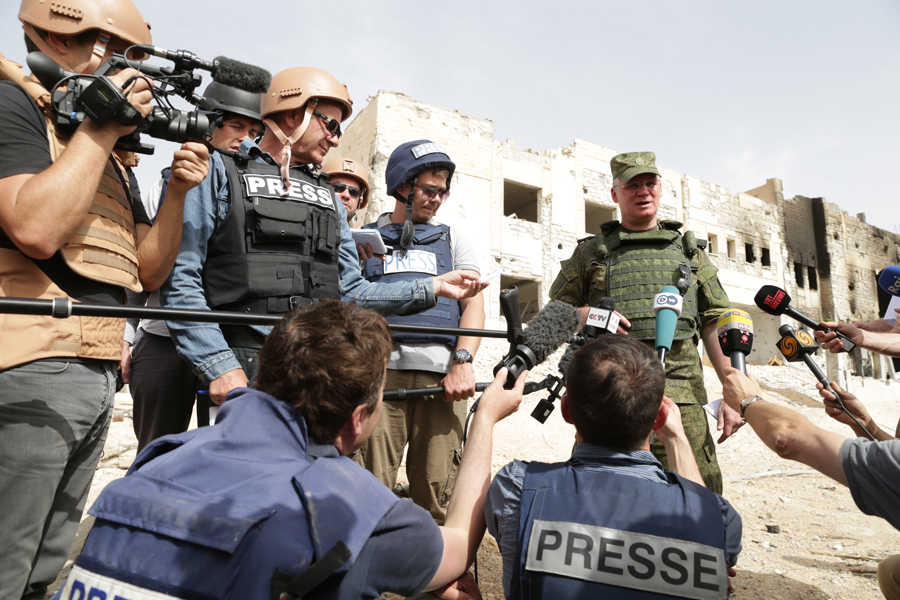
2016年4月，科纳申科夫在叙利亚接受記者採訪

伊戈尔·叶夫根耶维奇·科纳申科夫中将（羅馬化：Igor Yevgenyevich Konashenkov；1966年5月15日—），俄羅斯軍官，現國防部首席发言人。

## 早年生活
伊戈尔·科纳申科夫出生于苏联摩尔达维亚苏维埃社会主义共和国的基希讷乌。

## 职业
科纳申科夫于1988年毕业于日托米尔高级军事防空无线电电子学院工程系。1998年毕业于防空军事学院。2006年毕业于俄罗斯总参谋部军事学院。
他曾在苏联国土防空军和俄罗斯空天防御兵服役。

## 军方发言人
1998年起，科纳申科夫担任俄罗斯联邦国防部新闻局俄外媒体合作司高级官员、组长、副司长。
2003年，他成为北高加索军区公共和媒体事务的新闻处处长和助理指挥官。2005年擔任軍隊新闻处处长以及负责公共和媒体事务的军队助理总司令。
2009年，他被任命为俄罗斯联邦国防部媒体事务和信息司副司长，2011年8月，根据俄罗斯联邦总统令，他出任俄罗斯联邦国防部媒体事务和信息司司长以及俄罗斯首席軍方发言人。

## 荣誉
科纳申科夫获得過勇气勋章、军事功绩勋章、友谊勋章和其他14枚勋章。